# بيل وايت (لاعب كرة قاعدة)
بيل وايت (بالإنجليزية: Bill White)‏ هو لاعب كرة قاعدة أمريكي، ولد في 28 يناير 1934 في Lakewood, Florida ‏ في الولايات المتحدة.

## وصلات خارجية
- بيل وايت على موقع دوري كرة القاعدة الرئيسي (الإنجليزية)
- بيل وايت على موقعبيزبول رفرنس.كوم (الدوري الرئيسي) (الإنجليزية)
- بيل وايت على موقعبيزبول رفرنس.كوم (الدوري الثانوي) (الإنجليزية)